# Шахтёр (футбольный клуб, Красный Луч)
«Шахтёр» Красный Луч — украинский любительский футбольный клуб из города Красный Луч Луганской области. Выступает в первой лиге чемпионате Луганской области. С 1965 по 1970 год выступал в классе «Б» чемпионата СССР. Наивысшее достижение — 11 место во 2-й зоне УССР (Класс «Б», 1967 год). На любительском уровне становился серебряным призёром первенства Украинской ССР среди коллективов физкультуры (1964), победителем чемпионата Луганской области (1996).

## История

### Зарождение футбола в Красном Луче
Согласно архивным сведениям, в 1923 году в Криндачевском районе Луганского уезда Донецкой губернии (пгт Криндачёвка ныне — Красный Луч) существовала футбольная команда. В первом составе краснолучского коллектива играли: Огнев, Опрышко, Колесников, Клюев, Ткачёв, Дьяченко, Чернышов, Матвиенко.
В 1925 году силами молодёжи на шахте «Анненская» был построен первый стадион. А в тридцатые года в Красном Луче методом народной стройки возводился первый городской стадион. В ноябре 1933 года работы были завершены и на стадионе были проведены первые спортивные мероприятия. На своем поле команда Красного Луча принимала соперников из Сталино, Харькова, Луганска и других городов.
В 1938 году краснолучские команды «Буревестник» и «Стахановец» принимали участие в розыгрыше Кубка СССР. В первом розыгрыше советского Кубка краснолучане стартовали на стадиях 1/8 и 1/4 финала донецкой зоны УССР соответственно. В 1/8 финала «Буревестник» должен был сыграть в гостях в Серго с местным «Стахановцем». Неизвестно, состоялась ли эта встреча, но на сегодняшний день её результатом считается техническая победа краснолучан. В следующем раунде «Буревестник» с разгромным счётом 0:12 уступил «Зениту», представлявшему в турнире Завод им. А. А. Коваля (Сталино). «Стахановец», стартовавший с 1/4 финала, выбыл в первом же матче, уступив в Краматорске местному «Авангарда» 1:3.
В послевоенные годы в городе существовали команды: «Заводская» (Краснолучский рудоремонтный завод), «Городская» и «Штергрес».

### Шахтёр
Краснолучская городская газета «Сталинский забой» в июле 1948 года писала:
Краснолучская футбольная команда «Шахтёр» в этом году встретилась с 9-ю командами разных городов Донбасса: Снежной, Ворошиловграда, Ворошиловска и других. Из 9 встреч «Шахтёр» имеет 7 выигрышей
Команда «Шахтёр» была фактически сборной города. Принимала участие в первенствах УССР среди КФК, первенствах области. В 1960 году в финале впервые разыгранного в Ворошиловградской области Кубка имени Ленина «Шахтёр» победил луганскую «Зарю». В 1963 году в финальных соревнованиях на первенство области горняки завоевали серебряные медали. Этот успех позволил краснолучанам выступить в финальной пульке с участием всех чемпионов областей за место в Классе «Б». Финальный турнир проходил в Новой Каховке. «Шахтёр», уступив лишь хозяевам, завоевал 2 место, которое предоставило команде право войти в состав мастеров Класса «Б».
Среди мастеров «Шахтёр» играл 6 лет, до самой ликвидации Класса «Б» в 1970 году. Наивысшее достижение в Классе «Б» — 11 место во 2-й зоне УССР в 1967 году.
Футболисты, которые не проходил в состав команды мастеров «Шахтёра», выступал в первенстве области за любительский «Шахтёр» — краснолучской шахты № 160 (ныне — «Миусинская»). Это предприятие первым смогло выставить собственный коллектив на турниры выше уровня первенства города. После ликвидации класса «Б», «Шахтёр» шахты № 160 продолжил выступления в первенстве области, укрепившись сильнейшими игроками бывшей команды мастеров. Наивысшим достижением этой команды является выход в финал Кубка области в 1971, где краснолучане уступили там свердловскому «Шахтёру» 0:2. Шахту № 160 на областных соревнованиях позже сменила команда шахты 12/13 (ныне — «Алмазная», Вахрушево), которая четыре года подряд под маркой «Шахтёр» выигрывала золотые медали облсовета ДСО «Авангард». В период с 1974 по 1982 г.г. Красный Луч на областных соревнованиях представляла команда Краснолучского машиностроительного завода. Футболисты «Машиностроителя» становились победителями розыгрыша областного Кубка Победы (1978 год), бронзовыми призёрами первенства ЦС ДСО «Авангард» (1979 год). В 1982 году в лидеры вернулась шахта № 160 — «Миусинская». Её команда выступала в первенстве УССР среди КФК, занимая в своей зоне 6, а затем 2 места. В 1986 году серебряным призёром областного первенства становилась команда «Луч» (завод «Красный Луч»), в которой были собраны лучшие футболисты города. После «серебряного» успеха «Луч», а затем снова «Шахтёр», пошёл по нисходящей: 1987 — 4 место, 1988 — 7-е, 1989 — 8-е.
В период распада СССР, вопросом финансирования команды, брошенной предприятиями и руководством города, стал заниматься Юрий Сторожук, при этом не переставая выступать за неё. Став играющим тренером, Сторожук добился некоторых успехов с командой, завоевав в 1990 году серебряные медали областного первенства. Для того, чтобы стать профессиональным клубом «Шахтёру» необходимо было войти в первую тройку из 6 команд финального этапа чемпионата области 1992 года. Команда была переименована в честь спонсора ЧП «Коралл». Зональные соревнования выиграла, но в финале краснолучане стали 6-ми. Два следующих сезона краснолучская команда по решению нового спонсора именовались «Аякс». «Аякс», комплектовавшийся иногородними футболистами занял в 1994 году в первенстве области 4 место. Уже со следующего сезона краснолучская команда снова стала «Шахтёром». В качестве спонсора выступало руководство города, а состав комплектовался из игроков местной ДЮСШ. Итог — 5 место.
Спустя год Юрий Сторожук снова во главе команды. Он возвращает в команду иногородних футболистов, которые впервые в истории привозят в Красный Луч золотые медали и звание чемпионов области 1996 года.
После этого триумфа из клуба ушёл Сторожук. Команда стала финансироваться шахтой им. газеты «Известия». Наступил спад. 1997 год — 8 место, 1998 — 6-е в подгруппе. В 1999 году Юрий Сторожук вновь находит спонсоров городской команде. Предприятие «Углеремонт» и кирпичный завод «Фагот» изменили имя команды на «Фагот-Углеремонт». Итог сезона — 7 место. В 2000 году финансирование прекратилось и Красный Луч на областной арене представлен не был.
В 2001 году команда стартовала во второй лиге первенства области, где позже выступала в течение нескольких лет. Спонсором команды становится ГП «Донбассантрацит». В 2013 году команда впервые за 17 лет вновь завоевала медали областного первенствастала, став серебряным призёром первой лиги.